# Malabarismo de contacto

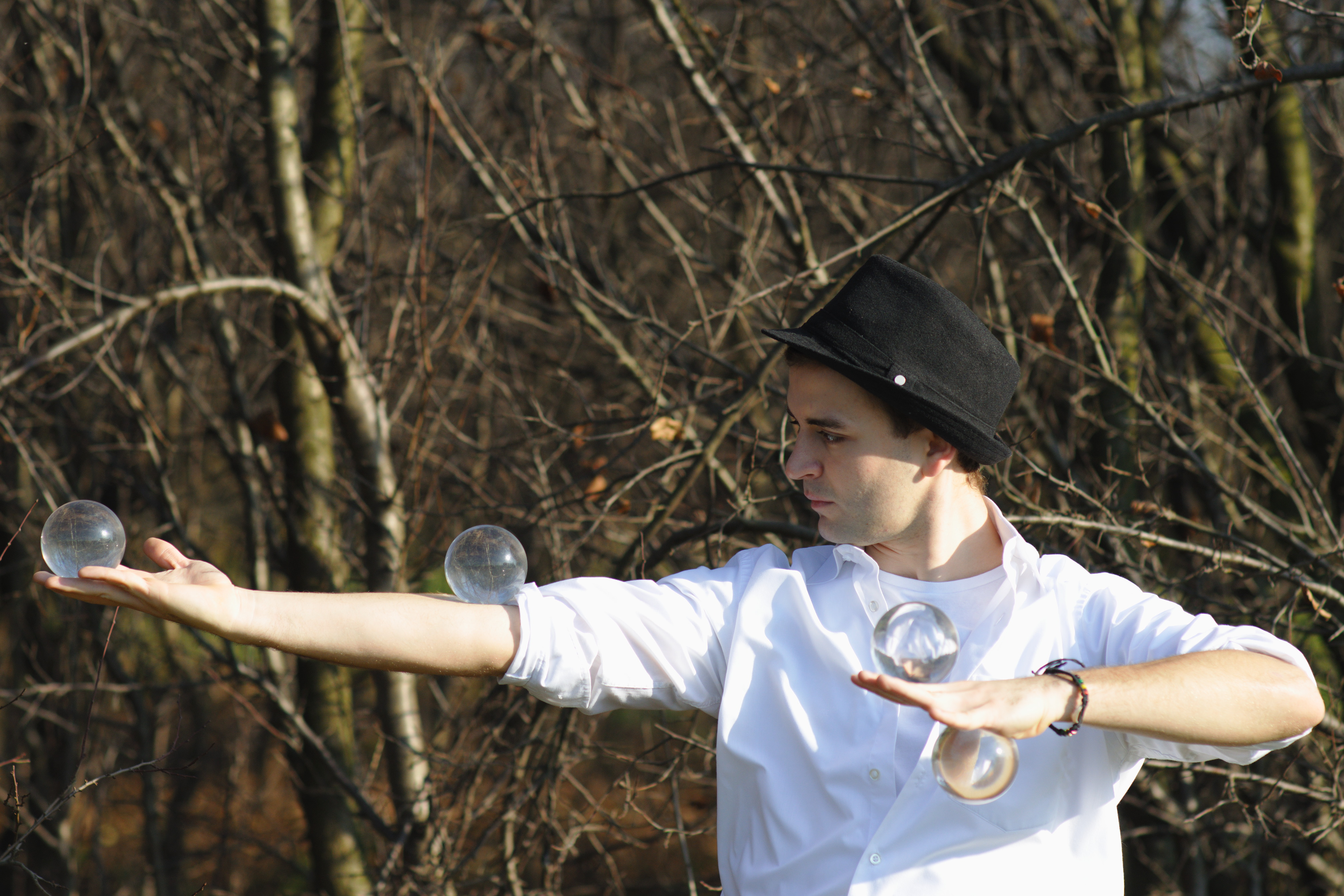
Malabarismo de contacto con cuatro bolas

El malabarismo de contacto (en inglés, contact juggling) es una forma de manipulación de un objeto que se centra en el movimiento del mismo, como bolas en contacto permanente con el cuerpo. Tiene pocas cosas en común con "tirar" del malabarismo, pues generalmente implica la implantación de una o más bolas completamente transparentes en las manos y los brazos para crear ilusiones visuales, como la de una bola fija en el espacio.

## Escuelas de la técnica
1. Bodyrolling es la manipulación de uno o varios objetos (por lo general, las esferas) en torno a las manos, brazos y cuerpo, por lo general sin que sea lanzado al aire. Esto incluye trucos como headrolling, aislamientos, y la mariposa.
2. Palmspinning es la manipulación de dos o más bolas en cada mano donde por lo menos una esfera está siempre en continuo movimiento. Bolas puede ser transferidas de un lado a otro de forma elegante y con fluidos patrones, pero rara vez son liberadas en el aire.
3. El aislacionismo se clasifican por lo general la manipulación de un elemento (una vez más, una esfera o de otro tipo de juguete como firestaff) de tal manera que el elemento parece estar suspendido en el tiempo y espacio, mientras que el artista, intérprete o ejecutante baila alrededor de ella.

## Historia
En 1986, en la película Laberinto, el personaje de David Bowie es visto realizando el Contact Juggling durante la película. Las esferas fueron manipuladas por Michael Moschen que está detrás de Bowie durante la filmación y realiza los trucos de malabares. Esta película muestra la nueva disciplina y ayudó a ganar popularidad durante esta década.
En 1991, poco después de que el vídeo "Michael Moschen: In Motion" viera la luz, James Ernest, un desarrollador de juegos, escribió el libro "Contact Juggling". James puede ser el iniciador del concepto de "Contact Juggling", ya que Michael no tenía un nombre para lo que hizo (en los créditos de la película Laberinto, por ejemplo, se acredita con "crystal ball manipulation"). No obstante, Moschen acuñó el término "Dynamic manipulación" y se esforzó sin éxito para que fuera adoptado popularmente.
A partir del año 2000, la disciplina ha logrado un reconocimiento generalizado y hay muchos recursos disponibles para el Malabarismo de Contacto, tales como clubes, libros, vídeos y DVD y bolas fabricadas específicamente para Contact Juggling.

## Enlaces
- Contact Juggling
- Contact Juggling Basics at Wikihow
- ContactJuggling.org Wiki

- Datos: Q1390866
- Multimedia: Contact juggling / Q1390866